# Литература Намибии
Литература Намибии развивается на английском, немецком и африкаанс.
У истоков намибийской литературы богатый фольклор коренных народов: сказки, пословицы, мифы. Для мифологии бушменов характерны в частности: бык — повелитель дождя и Цагн — первопредок-богомол. Цагн повелитель жизни и смерти, он видит во сне прошлое и будущее. От него люди узнали названия местностей, табу, ритуальные танцы. В то же время Цагн — комический персонаж-трикстер: похотливый старик и озорник. В мифологии готтентотов (нама) большую роль играет великий вождь и охотник Хейтси-Эйбиб, имеющий черты громовника, умирающего и воскресающего Бога. Ему противостоит олицетворение зла Гаунаб. Этих персонажей упоминает в своих романах южно-африканский писатель Андре Бринк. Можно отметить первопредка народа гереро Мукуру («очень, очень, старый») Мукуру и его жена — первые люди вышли из священного дерева Омуборобонга. Мукуру установил жертвоприношения, табу, инициации, передал своим потомкам священную утварь. Верховным божеством народа дамара является Гамаб. Он живёт «по ту сторону звёзд» окружённый духами предков-«гага». Боевую песню народа гереро приводит В. И. Ленин в «Тетрадях по империализму». Сказки и песни народа овамбо перевёл на русский Юрий Иванович Горбунов.
Первые письменные памятники, созданные намибийцами, относятся к началу позапрошлого века. Это переписка, хроники, своды законов местных вождей (в основном на голландском). Среди них выделяются дневниковые записи Йонкера Африканера, опубликованные в Кейптауне в 1929 году.
Уроженец нынешней Ленинградской области Марци Раутанен создал письменность на языке ндонга и перевёл на него Библию. Существует религиозная и учебная литература на языке нама.
Становление современной литературы страны тесно связано с борьбой за независимость от ЮАР 1960—1980 гг. Творчество авторов этого периода представлено поэзией, публицистикой, автобиографиями политических деятелей. Из поэтов можно отметить Мвулу Йа Нголу, Дж. Тобиса — их стихи переведены на русский и немецкий языки. Они ориентированы на африканского читателя, из европейской поэзии заимствована главным образом рифма. Проза представлена, в частности, мемуарами лидеров СВАПО: Джон Йа Отто «Поле битвы — Намибия», Виньи Нанди «Разрывая контракт» — издавались в СССР, они дают определённое представление об африканском обществе страны.
Первый намибийский роман «Рождённый Солнцем», из истории каменного века, Джозефа Дишо, также участника движения против апартеида, вышел в 1988 году в Нью-Йорке. Следующее произведение этого автора «Рассеянный Уотерс» появилось в 1993 году в Виндхуке. До этого книги поступали в страну в основном из-за рубежа.
Первый президент страны Сэм Нуйома издал в 2001 году воспоминания: «Там, где другие дрогнули…», содержащие, в частности, рассказы о встречах автора с советскими политическими деятелями, например с М. С. Горбачёвым, А. А. Громыко. Автобиографию опубликовал в 2015 г. также многолетний соперник Нуйомы основатель Демократического альянса Турнхалле, администратор-губернатор страны в колониальную эпоху Дирк Мадж.
Габриэла Любовски написала роман «На твёрдой почве» о своём муже Антоне Любовски — белом защитнике прав чёрного населения. Антон Любовски был образованным человеком. Знал произведения А. С. Пушкина, Ф. М. Достоевского, Л. Н. Толстого, А. П. Чехова, Гёте, Гейне, Байрона, Гюго. Из современных поэтов можно назвать Кристину Уорнер, Дориан Хаархофа — тесно связан с ЮАР.
Намибия упоминается или является местом действия многих произведении русских, западных или южно-африканских писателей. В частности в «Цусима» А. С. Новикова-Прибоя, «Лезвие бритвы» И. А. Ефремова (описан «Берег скелетов»), «Выбор оружия» Александра Проханова (одним из главных героев является Сэм Нуйома), Уилбура Смита «Охотники за алмазами», Уильяма Малвихилла «В песках Калахари», «Радуга земного тяготения» Томаса Пинчона. Стихотворение «Дамара. Готентотская космогония» написал Н. С. Гумилёв. Тема Юго-Западной Африки занимает важное место в немецкой литературе. В частности в творчестве Ганса Гримма, которого называли немецкий Киплинг и чьи сочинения сыграли важную роль в формировании идеологии нацизма. Виндхук, а также восстание нама и гереро упоминаются в написанном в Советском Союзе автобиографическом романе «Прощание» поэта-коммуниста, автора гимна ГДР Иоганнеса Р. Бехера.